# If I Miss You Again Tonight
«If I Miss You Again Tonight» es una canción interpretada por el cantante estadounidense Tommy Overstreet. Fue publicada en julio de 1974 como el sencillo principal de su álbum I'm a Believer.

## Recepción de la crítica
Un escritor no especificado de Record World declaró: “El caballero de voz completa se ve realzado por el arreglo de múltiples capas de Ricci Mareno”. Un escritor no especificado de la revista Cash Box declaró: “Tommy ciertamente se ha establecido en la escena country con un sentido de refinada riqueza vocal que lo distingue de lo hastiado y lo trillado. Esta melodiosa balada ciertamente no es una excepción. Una letra muy bonita, la melodía está exuberantemente orquestada y complementa completamente el untuoso poder vocal de Tommy”.

## Lista de canciones
7-inch single – Dot DOA-17515
1. «If I Miss You Again Tonight» – 2:49
2. «I'm Not Ready Yet» – 2:05

## Posicionamiento
| Gráfica (1974)                                 | Pico de posición |
| ---------------------------------------------- | ---------------- |
| Canadá (RPM Country Playlist)                  | 2                |
| Estados Unidos (Billboard Hot Country Singles) | 8                |